# Christoph Ahlhaus

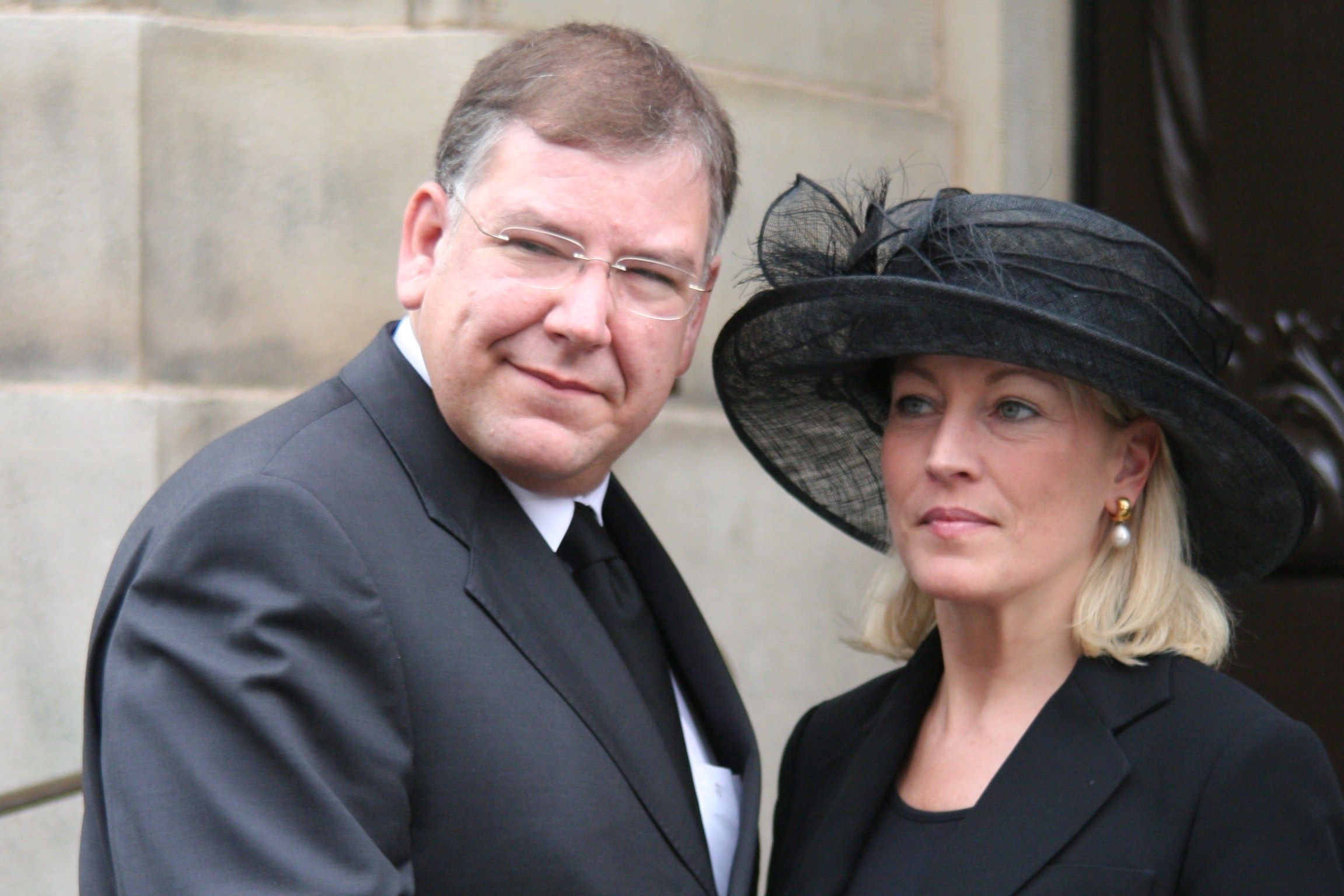
Christoph y Simone Althaus en 2010.

Christoph Althaus (nacido el 28 de agosto de 1969 en Heidelberg) es un político alemán de la Unión Demócrata Cristiana (CDU). Ejérció como alcalde de la ciudad-estado de Hamburgo entre 2010 y 2011.
Entre 2008 y 2010 también desempeñó el cargo de Ministro del Interior de Hamburgo, bajo el gobierno de Ole von Beust. En agosto de 2010 sucedió a von Beust como alcalde, pero su coalición con Los Verdes perdió las elecciones de febrero de 2011. El 7 de marzo de 2011 el SPD volvió a gobernar la ciudad con Olaf Scholz.